# The Hunt for White Christ
The Hunt for White Christ trinaesti je studijski album švedskog death metal sastava Unleashed. Diskografska kuća Napalm Records objavila ga je 26. listopada 2018.
The Hunt for White Christ temelji se na konceptualnoj priči koju je napisao basist i pjevač Johnny Hedlund o svijetu Odalheima i njihov ratnikova Midgarda, kao što na albumima As Yggdrasil Trembles, Odalheim i Dawn of the Nine.

## Popis pjesama
Tekstovi: Johnny Hedlund, glazba: Fredrik Folkare.
| 1.    | »Lead Us into War«               | 3:28 |
| 2.    | »You Will Fall«                  | 3:35 |
| 3.    | »Stand Your Ground«              | 3:15 |
| 4.    | »Gram«                           | 4:10 |
| 5.    | »Terror Christ«                  | 3:54 |
| 6.    | »They Rape the Land«             | 4:00 |
| 7.    | »The City of Jorsala Shall Fall« | 4:12 |
| 8.    | »The Hunt for White Christ«      | 2:36 |
| 9.    | »Vidaurgelmthul«                 | 3:24 |
| 10.   | »By the Western Wall«            | 4:17 |
| 11.   | »Open to All the World«          | 4:48 |
| 41:39 |                                  |      |

## Zasluge
Unleashed
- Johnny – bas-gitara, vokal
- Anders – bubnjevi
- Fredrik – solo-gitara, ritam gitara, produkcija, miks
- Tomas – ritam gitara

Ostalo osoblje
- Pär Olofsson – naslovnica
- Joakim Sterner – dizajn
- Jens Rydén – fotografije
- Erik Mårtensson – mastering